# 萊奧納鎮區 (伊利諾伊州溫納貝戈縣)
萊奧納鎮區（英語：Laona Township）是位於美國伊利諾伊州溫納貝戈縣的一個行政鎮區。

## 地方資料
根據2010年美國人口普查的數據，萊奧納鎮區的面積為70.90平方千米，當中陸地面積為70.20平方千米，而水域面積為0.70平方千米。當地共有人口1218人，而人口密度為每平方千米17.18人。